# Juntoku

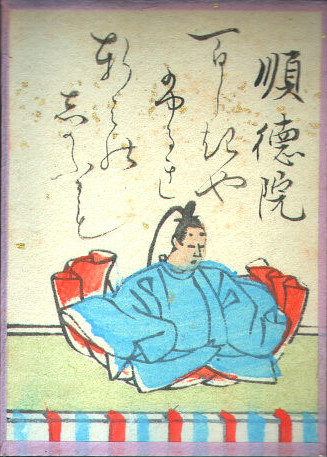
Juntoku, Illustration aus einer Hyakunin-Isshu-Ausgabe (Edo-Zeit)

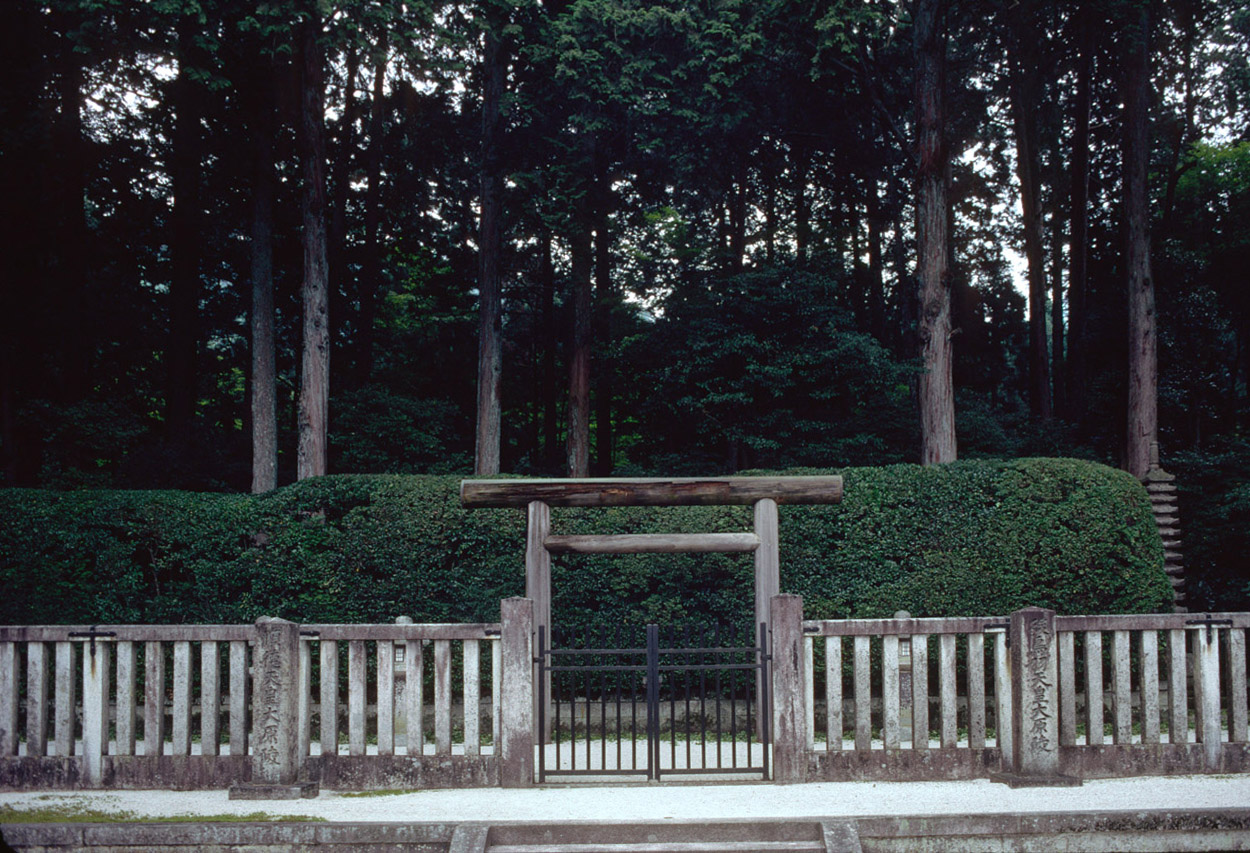
Grab von Go-Toba und Juntoku in Kyōto

Juntoku (jap. 順徳天皇, Juntoku-tennō; * 22. Oktober 1197; † 7. Oktober 1242) war der 84. Tennō von Japan (12. Dezember 1210–13. Mai 1221). Er war ein Sohn von Go-Toba-tennō.
Juntoko bestieg im Jahr 1210 den Thron. Am 13. Mai 1221 trat er zurück und übergab seinem Sohn den Thron, um den Staatsstreich gegen das Kamakura-Shogunat vorzubereiten. Im anschließenden Jōkyū-Krieg unterlag aber die kaiserliche Fraktion, und Juntoku wurde zusammen mit seinem Vater Go-Toba und seinen Brüdern aus Kyōto verbannt.